# 山田孝之的戛纳电影节
《山田孝之的戛纳电影节》是於2017年1月6日至3月24日每周五深夜在东京電視台播放的仿纪录片形式的電視劇，由山田孝之主演。

## 山田孝之的戛纳电影节

### 劇情
2016年夏天，演員山田孝之決定以製片人的身份製作一部電影，來衝擊世界電影界最高峰的戛纳电影节金棕櫚獎，為此，他邀請曾經合作過的電影導演山下敦弘作為導演，女演員蘆田愛菜作為主演，三人一起經歷了拜訪電影節工作人員、向電影大學教授取經、拍攝樣片、籌集資金、拜會各國電影人、選角、開拍等過程。

### 出演人員

#### 主要人物
- 山田孝之（演員）
- 山下敦弘（電影導演）
- 芦田愛菜（演員）

#### 其他人物
- 室剛（演員；第1話）
- 佐藤忠男（電影評論家、日本電影大学校長；第2話）
- 天願大介（電影導演、編劇、日本電影大学学院長；第2話）
- 安岡卓治（電影製片人、日本電影大学教授；第2話）
- 矢田部吉彦（東京国際電影節工作人員；第2話）
- 山崎裕（攝影師；第3、10-11話）
- 首吊栲象（上吊專家；第3、8、11話）
- 有村昆（電影評論家；第3話）
- 山内章弘（電影製片人、東宝株式会社电影企划部部长；第4話）
- 的場敬紀（索尼互动娱乐市场营销部负责人；第4話）
- 稻垣步駿（Temper Horse公司CEO；第4、8-11話)
- 小山内照太郎（南特三大洲电影节日本电影负责人；第5話）
- Guillaume Brac（法國電影導演；第6話）
- 河瀨直美（戛纳电影节獲獎導演；第6-7話）
- 村上淳（演員；第8-9話）
- 長澤雅美（演員；第9-10話）
- 山田清孝（山田孝之的父親；第12話）

### 製作人員
- 导演：山下敦弘、松江哲明
- 旁白：长泽雅美
- 构成：竹村武司
- 出品人：大和健太郎
- 制片人：藤野慎也、山本晃久
- 撮影：户田义久
- 録音：山本タカアキ
- 音響効果：勝亦さくら、大塚智子
- 编辑：今井大介
- 音楽：Skirt
- 协力：漫☆画太郎
- 制作協力：戛纳有限公司
- 制作：东京电视台、C&I Entertainment
- 製作·著作：《山田孝之的戛纳电影节》製作委員会

### 主題歌

#### 片頭曲
- Fujifabric《戛纳的假日 feat. 山田孝之》

#### 片尾曲
- Skirt《ランプトン》

### 播放日程
| 集数   | 播放日期 | 副题                    |
| ------ | -------- | ----------------------- |
| 第1话  | 1月6日   | 山田孝之 以坎城为目标   |
| 第2话  | 1月13日  | 山田孝之 学习戛纳       |
| 第3话  | 1月20日  | 山田孝之 制作样片       |
| 第4话  | 1月27日  | 山田孝之 募集资金       |
| 第5话  | 2月3日   | 山田孝之 预览戛纳       |
| 第6话  | 2月10日  | 山田孝之 会见法国电影人 |
| 第7話  | 2月17日  | 山田孝之 觉醒           |
| 第8話  | 2月24日  | 山田孝之 选角           |
| 第9話  | 3月3日   | 村上淳 成为树           |
| 第10話 | 3月10日  | 長澤雅美 烦恼           |
| 第11話 | 3月17日  | 芦田愛菜 决断           |
| 最終話 | 3月24日  | 山田孝之 回到故乡       |

## 電影《穢之森》

### 概要
山田孝之為衝擊戛纳电影节金棕櫚獎而打算製作的電影。法文名為《La forêt de l'impureté》。影片主角的原型為美國連環殺手Edmund Kemper。

### 预定演员
- 富冈来世：芦田爱菜

女主角
- 富冈幸子：长泽雅美

女主角的母亲
- 富冈邦彦：村上淳

女主角的父亲
- 北泽喜：渡边元也

富冈幸子的情人

### 制作人员
- 设定：山田孝之
- 导演：山下敦弘
- 助理導演：渡辺直樹（第一助理導演）、Yang Paul（第二助理導演）、木村緩菜（第三助理導演）
- 制片人：山田孝之
- 故事：山田孝之、山下敦弘
- 剧本协力：高田亮
- 印象画：长尾谦一郎
- 出资人：稻垣步骏
- 撮影：山崎裕
- 録音：中川究矢
- 音楽：VIDEOTAPE MUSIC
- 美术：矢内京子
- 装饰：岩本智弘
- 操演：宇田川幸夫
- 海報攝影：高橋優也

## 電影短片《平行世界》

### 概要
- 在《山田孝之的戛纳电影节》第六集中，山田孝之前往拜訪戛纳獲獎導演河瀨直美，獲邀參演她執導的電影短片。在第七集中披露了電影短片的拍攝現場。
- 短片時長15分鐘，是三代目 J Soul Brothers的歌曲《Unfair World》世界观的映像化，“过去和现在交错描绘的恋爱物语”，于2017年6月1日在东京国际短片电影节上映。

### 演員
- 徹：山田孝之
- 真矢：石井杏奈

### 製作人員
- 導演：河瀨直美
- 制片人：Hiro
- 企划：别所哲也

## 電影《山田孝之3D》

### 概要
在《山田孝之的戛纳电影节》最終回，決定製作并報名參加戛纳电影节的電影。

### 演員
- 山田孝之
- 蘆田愛菜（友情出演）

### 製作人員
- 導演：松江哲明、山下敦弘
- 制作：东京电视台、C&I Entertainment
- 發行：東宝映像事業部

## 外部連結
- 官方网站